# Listă de politicieni români implicați în scandaluri publice
Aceasta este o listă de politicieni români implicați în scandaluri publice:

## Președinți
| Nume                | Portret | În funcție | În funcție | Detalii |
| ------------------- | ------- | ---------- | ---------- | --- |
| Ion Iliescu         |         | 1989       | 1996       | Implicare in dosarul revoluției și mineriadei. |
| Ion Iliescu         | 2000    | 2004       |            | Implicare in dosarul revoluției și mineriadei. |
| Emil Constantinescu |         | 1996       | 2000       | Fiul acestuia a fost implicat în scandalul contrabandei de tutun numit Țigareta II. |
| Traian Băsescu      |         | 2004       | 2014       | Implicat în Dosarul Flota, în scadalul legat de casa din Mihăileanu și creditul la CEC. Familia acestuia a fost acuzată de implicare în Dosarul „Nana”. Fratele președintelui a fost arestat preventiv în 2014 pentru luare de mită.                               |
| Klaus Iohannis      |         | 2014       | 2025       | Uz de fals. La data de 12 noiembrie 2015, Curtea de Apel Brașov a respins un recurs declarat de Klaus și Carmen Iohannis și a menținut decizia Tribunalului Brașov din mai 2014, prin care a fost anulat un contract de vânzare-cumpărare a unui imobil din Sibiu. |

## Prim-miniștri
| Nume             | Portret | În funcție | Detalii |
| ---------------- | ------- | ---------- | --- |
| Adrian Năstase   |         | 2000-2004  | Condamnat definitiv în iunie 2012 la doi ani de închisoare cu executare Dosarul „Trofeul calității în construcții”, condamnat definitiv în ianuarie 2014 la 4 ani de închisoare cu executare în Dosarul Zambaccian. |
| Theodor Stolojan |         | 1991-1992  | Acuzat de ANI în 2013 de fals în declarații pentru că nu și-a trecut în declarațiile de avere și de interese completate la data de 25 mai 2012 acțiunile la Transgaz Mediaș.                                        |

## Miniștri
| Nume                 | Funcție ocupată                                     | Perioada  | Cabinet      | Detalii |
| -------------------- | --------------------------------------------------- | --------- | ------------ | --- |
| Ioan Avram Mureșan   | ministru al Reformei                                | 1997      | Ciorbea      | Condamnat definitiv în februarie 2013 la trei ani de închisoare cu executare în dosarul „Caltaboșul”. |
| Ioan Avram Mureșan   | ministru al Agriculturii                            | 1998-2000 | Vasile       | Condamnat definitiv în februarie 2013 la trei ani de închisoare cu executare în dosarul „Caltaboșul”. |
| Ioan Avram Mureșan   | ministru al Agriculturii                            | 1998-2000 | Isărescu     | Condamnat definitiv în februarie 2013 la trei ani de închisoare cu executare în dosarul „Caltaboșul”. |
| Decebal Traian Remeș | ministru al Finanțelor                              | 1998-2000 | Vasile       | Condamnat definitiv în februarie 2013 la trei ani de închisoare cu executare în dosarul „Caltaboșul”. Eliberat condiționat după un an de închisoare. |
| Decebal Traian Remeș | ministru al Finanțelor                              | 1998-2000 | Isărescu     | Condamnat definitiv în februarie 2013 la trei ani de închisoare cu executare în dosarul „Caltaboșul”. Eliberat condiționat după un an de închisoare. |
| Decebal Traian Remeș | ministru al Agriculturii                            | 2007      | Tăriceanu II | Condamnat definitiv în februarie 2013 la trei ani de închisoare cu executare în dosarul „Caltaboșul”. Eliberat condiționat după un an de închisoare. |
| Zsolt Nagy           | ministru al Comunicațiilor                          | 2004-2007 | Tăriceanu I  | Condamnat definitiv în ianuarie 2015 la patru ani de închisoare cu executare, pentru aderare la un grup infracțional, în dosarul privatizărilor strategice. |
| Zsolt Nagy           | ministru al Comunicațiilor                          | 2004-2007 | Tăriceanu II | Condamnat definitiv în ianuarie 2015 la patru ani de închisoare cu executare, pentru aderare la un grup infracțional, în dosarul privatizărilor strategice. |
| Codruț Șereș         | ministru al Economiei și Comerțului                 | 2004-2006 | Tăriceanu I  | Condamnat definitiv în ianuarie 2015 la patru ani și opt luni de închisoare cu executare, pentru trădare prin transmitere de secrete. |
| Relu Fenechiu        | ministru al Transporturilor                         | 2012-2013 | Ponta II     | Condamnat definitiv în 2014 la cinci ani de închisoare cu executare în dosarul „Transformatorul”. |
| Sorin Pantiș         | ministru al Comunicațiilor                          | 1996-1998 | Ciorbea      | Condamnat definitv în august 2014 la șapte ani de închisoare cu executare în Dosarul ICA. Condamnat definitv în octombrie 2014 la doi ani și opt luni de închisoare în Dosarul Rompetrol, trimis în judecată, în 2008, pentru manipularea pieței de capital în Dosarul Loteria II. |
| Sorin Pantiș         | ministru al Comunicațiilor                          | 1996-1998 | Vasile       | Condamnat definitv în august 2014 la șapte ani de închisoare cu executare în Dosarul ICA. Condamnat definitv în octombrie 2014 la doi ani și opt luni de închisoare în Dosarul Rompetrol, trimis în judecată, în 2008, pentru manipularea pieței de capital în Dosarul Loteria II. |
| Elena Udrea          | ministru al Turismului și Dezvoltării Regionale     | 2008-2012 | Boc I        | Condamnată definitiv în iunie 2018 la 6 ani închisoare cu executare în dosarul „Gala Bute”, implicată în dosarele „Microsoft” și „Hidroelectrica”. |
| Elena Udrea          | ministru al Turismului și Dezvoltării Regionale     | 2008-2012 | Boc II       | Condamnată definitiv în iunie 2018 la 6 ani închisoare cu executare în dosarul „Gala Bute”, implicată în dosarele „Microsoft” și „Hidroelectrica”. |
| Liviu Dragnea        | ministru al Afacerilor Interne                      | 2009      | Boc I        | Condamnat în mai 2015 la un an de închisoare cu suspendare în dosarul „Referendumul fraudat”, decizia nefiind definitivă. |
| Liviu Dragnea        | ministru al Administrației și Dezvoltării Regionale | 2012-2015 | Ponta II     | Condamnat în mai 2015 la un an de închisoare cu suspendare în dosarul „Referendumul fraudat”, decizia nefiind definitivă. |
| Liviu Dragnea        | ministru al Administrației și Dezvoltării Regionale | 2012-2015 | Ponta III    | Condamnat în mai 2015 la un an de închisoare cu suspendare în dosarul „Referendumul fraudat”, decizia nefiind definitivă. |
| Liviu Dragnea        | ministru al Administrației și Dezvoltării Regionale | 2012-2015 | Ponta IV     | Condamnat în mai 2015 la un an de închisoare cu suspendare în dosarul „Referendumul fraudat”, decizia nefiind definitivă. |
| Miron Mitrea         | ministru al Transporturilor                         | 2000-2004 | Năstase      | La 13 februarie 2015 a fost condamnat definitiv la doi ani de închisoare cu executare pentru luare de mită. |
| Monica Iacob-Ridzi   | ministru al Tineretului și Sportului                | 2008-2009 | Boc I        | La 16 februarie 2015 a fost condamnată definitiv la 5 ani de închisoare cu executare, pentru abuz în serviciu privind manifestările organizate în 2009 de Ziua Tineretului. |
| Corneliu Dobrițoiu   | ministru al Apărării Naționale                      | 2012      | Ponta I      | Trimis în judecată în 2013, pentru că a luat ilegal locuințe de serviciu de la Armată. |
| Stelian Fuia         | ministru al Agriculturii                            | 2012-2014 | Ungureanu    | Trimis în judecată în 2014 pentru abuz în serviciu, cu obținerea de foloase necuvenite. |
| Darius Vâlcov        | ministru al Finanțelor Publice                      | 2014-2015 | Ponta III    | Trimis în judecată în aprilie 2015, pentru operațiuni financiare sau acte de comerț incompatibile cu funcția de primar, senator și ministru. |
| Darius Vâlcov        | ministru al Finanțelor Publice                      | 2014-2015 | Ponta IV     | Trimis în judecată în aprilie 2015, pentru operațiuni financiare sau acte de comerț incompatibile cu funcția de primar, senator și ministru. |
| Ovidiu Silaghi       | ministru pentru IMM-uri                             | 2007-2008 | Tăriceanu II | Urmărit penal în 2013 pentru trafic de influență în formă continuată. |
| Ovidiu Silaghi       | ministru al Transporturilor                         | 2012      | Ponta I      | Urmărit penal în 2013 pentru trafic de influență în formă continuată. |
| Mircea Diaconu       | ministru al Culturii                                | 2012      | Ponta I      | Declarat incompatibil în 2012, întrucât a fost senator și director al Teatrului Nottara. A fost trimis în judecată în 2012 pentru conflict de interese (cinci fapte) și a fost achitat în 2014 în acest dosar.                                                                     |
| Vasile Cepoi         | ministru al Sănătății                               | 2012      | Ponta I      | Declarat incompatibil în 2012 de către Agenția Națională de Integritate. |
| Ecaterina Andronescu | ministru al Educației                               | 2000-2003 | Năstase      | Urmărită penal de DNA în 2014, în dosarul licențelor Microsoft. |
| Ecaterina Andronescu | ministru al Educației                               | 2008-2009 | Boc I        | Urmărită penal de DNA în 2014, în dosarul licențelor Microsoft. |
| Ecaterina Andronescu | ministru al Educației                               | 2012      | Ponta I      | Urmărită penal de DNA în 2014, în dosarul licențelor Microsoft. |
| Ecaterina Andronescu | ministru al Educației                               | 2018-2019 | Dăncilă      | Urmărită penal de DNA în 2014, în dosarul licențelor Microsoft. |
| Teodor Atanasiu      | ministru al Apărării Naționale                      | 2004-2006 | Tăriceanu I  | A fost suspendat din funcție, fiind acuzat de abuz în serviciu. A primit neînceperea urmăririi penale (NUP) la aproximativ două luni de la suspendare. |
| Paul Păcuraru        | ministru al Muncii                                  | 2007-2008 | Tăriceanu II | Trimis în judecată pentru fapte de corupție, în decembrie 2008, achitat în mai 2011. |
| Liviu Pop            | ministru delegat pentru Dialog Social               | 2014-2015 | Ponta IV     | Acuzat de ANI de conflict de interese – parchetul a dispus în 2013 neînceperea urmăririi penale. |
| Liviu Pop            | ministru al Educației                               | 2017-2018 | Tudose       | Acuzat de ANI de conflict de interese – parchetul a dispus în 2013 neînceperea urmăririi penale. |
| Ioan Botiș           | ministru al Muncii                                  | 2010-2011 | Boc II       | A demisionat în 20 aprilie 2011 din funcția de ministru al Muncii în contextul scandalului legat de angajarea soției sale în proiectul european „Șansa la demnitate”. |

## Europarlamentari
Poziția politică a europarlamentarilor, senatorilor și deputaților este notată astfel:
| PNL = Partidul Național Liberal                                       | PC = Partidul Conservator                     |
| PDL = Partidul Democrat Liberal (până în 2007 PD = Partidul Democrat) | PPDD = Partidul Poporului – Dan Diaconescu    |
| PDSR = Partidul Democrației Sociale din România                       | UDMR = Uniunea Democrată Maghiară din România |
| PSD = Partidul Social Democrat                                        | FC = Forța Civică                             |
| PRM = Partidul România Mare                                           | Independent                                   |

| Mandat    | Nume             | Ales pe listele | Detalii |
| --------- | ---------------- | --------------- | --- |
| 2009-2014 | Theodor Stolojan | PDL             | Acuzat de ANI în 2013 de fals în declarații pentru că nu și-a trecut în declarațiile de avere și de interese completate la data de 25 mai 2012 acțiunile la Transgaz Mediaș. |
| 2009-2014 | Adrian Severin   | PSD             | Trimis în judecată în 2013 de procurorii Direcției Naționale Anticorupție pentru luare de mită și trafic de influență. |
| 2014-2019 | Mircea Diaconu   | Independent     | Pe 18 iunie 2014, ANI a contestat calitatea de membru în Parlamentul European a lui Mircea Diaconu, sesizând și legislativul european că fostul senator a fost în incompatibilitate. Acuzațiile s-au dovedit neîntemeiate, Mircea Diaconu câștigând definitiv procesul intentat ANI. |

## Senatori
| Mandat    | Nume                 | Ales pe listele | Circumscripție  | Detalii |
| --------- | -------------------- | --------------- | --------------- | --- |
| 1996-2000 | Aristotel Căncescu   | PD              | Brașov          | Găsit incompatibil de către Agenția Națională de Integritate (ANI). Ulterior a obținut anularea deciziei de incompatibilitate. |
| 2000-2004 | Nicolae Mischie      | PDSR            | Gorj            | Condamnat definitiv în martie 2013 la patru ani de închisoare cu executare, pentru săvârșirea infracțiunilor de trafic de influență și luare de mită. |
| 2000-2004 | Aurel Pană           | PD              | Giurgiu         | A fost condamnat definitiv în august 2015 la șapte ani și șapte luni de închisoare pentru luare de mită și trafic de influență în perioada în care a fost director adjunct al APIA. |
| 2000-2004 | Șerban Brădișteanu   | PNL             | Vâlcea          | Condamnat definitiv în martie 2015 la un an de închisoare cu suspendare pentru favorizarea infractorului în cazul Năstase. |
| 2000-2004 | Ioan Aurel Rus       | PRM             | Bistrița-Năsăud | În martie 2013 a fost condamnat la un an cu suspendare pentru mai multe infracțiuni comise în 2004: constituirea de grup infracțional organizat și trafic de migranți. |
| 2004-2008 | Codruț Șereș         | PC              | Maramureș       | Condamnat definitiv în ianuarie 2015 la 4 ani și 8 luni de închisoare cu executare, pentru trădare prin transmitere de secrete. |
| 2004-2008 | George Copos         | PC              | Argeș           | Condamnat definitiv în 2014 la trei ani și opt luni cu executare în Dosarul Transferurilor și la patru ani cu executare în Dosarul Loteria I, trimis în judecată în 2008 în Dosarul Loteria II. Cele două pedepse s-au contopit, Copos a scris cinci cărți, a luat parte la activitățile practice și avea peste 60 de ani, reușind să convingă instanța să-l elibereze după efectuarea a mai puțin de un an din pedeapsă. |
| 2008-2012 | Adrian Țuțuianu      | PSD             | Dâmbovița       | Cercetat pentru trafic de influență. |
| 2008-2012 | Cătălin Voicu        | PSD             | București       | Condamnat definitiv în aprilie 2013 la șapte ani de închisoare cu executare. |
| 2008-2012 | Cezar Măgureanu      | PNL             | Giurgiu         | Trimis în judecată pentru săvârșirea unor infracțiuni economice, prejudiciul fiind de 168 milioane dolari. |
| 2008-2012 | Dan Radu Rușanu      | PNL             | Hunedoara       | Cercetat pentru favorizarea infractorului, influențarea declarațiilor, constituirea unui grup infracțional organizat și complicitate la abuz în serviciu. |
| 2008-2012 | Mircea Banias        | PDL             | Constanța       | Trimis în judecată pentru trafic de influență și inițierea sau constituirea unui grup infracțional organizat ori aderarea sau sprijinirea sub orice formă a unui astfel de grup. |
| 2008-2012 | Mircea Diaconu       | PNL             | Argeș           | Declarat definitiv incompatibil în 2012, întrucât a fost senator și director al Teatrului Nottara. A fost trimis în judecată în 2012 pentru conflict de interese (cinci fapte) și a fost achitat în 2014 în acest dosar. |
| 2012-2016 | Dan Voiculescu       | USL (PC)        | București       | Condamnat definitiv în 2014 la 10 ani de închisoare cu executare în dosarul privatizării ICA. |
| 2012-2016 | Sorin Roșca Stănescu | USL (PNL)       | Dâmbovița       | Condamnat definitiv în octombrie 2014, în Dosarul Rompetrol, la 2 ani și 4 luni de închisoare cu executare pentru utilizare a informației privilegiate și pentru aderare sau sprijinire sub orice formă a unui grup infracțional organizat. |
| 2012-2016 | Antonie Solomon      | PPDD            | Dolj            | La 20 septembrie 2013 a fost condamnat la trei ani de închisoare cu executare pentru luare de mită. |
| 2012-2016 | Tudor Chiuariu       | USL (PNL)       | Mehedinți       | Condamnat la 3 ani și 6 luni de închisoare cu suspendare pentru infracțiunea de abuz în serviciu în formă calificată în dosarul „Poșta Română”. |
| 2012-2016 | Gergely Olosz        | UDMR            | Covasna         | Condamnat în iulie 2013 la șapte ani de închisoare cu executare pentru corupție, sentința nefiind definitivă. |
| 2012-2016 | Sorin Lazăr          | USL (PSD)       | Iași            | Condamnat definitiv în aprilie 2014 la șase luni de închisoare cu suspendare pentru conflict de interese, fiind primul parlamentar condamnat definitiv pentru conflict de interese. |
| 2012-2016 | Dian Popescu         | USL (PNL)       | Gorj            | Condamnat în 2014 la cinci luni de închisoare cu suspendare, pentru complicitate la abuz în serviciu, sentința nefiind definitivă. |
| 2012-2016 | Șerban Mihăilescu    | USL (PSD)       | Botoșani        | Trimis în judecată pentru primire de foloase necuvenite și nerespectarea regimului armelor și munițiilor săvârșită în legătură cu infracțiunea de foloase necuvenite. |
| 2012-2016 | Ionel Agrigoroaei    | PPDD            | Iași            | Trimis în judecată în 2014, pentru fals și înșelăciune. |
| 2012-2016 | Toni Greblă          | USL (PSD)       | Gorj            | În septembrie 2015 a fost trimis în judecată de DNA, în dosarul în care este acuzat că a primit foloase necuvenite de la oameni de afaceri pentru a își exercita influența în beneficiul acestora. |
| 2012-2016 | Victor Mocanu        | USL (PSD)       | Buzău           | Cercetat pentru abuz în serviciu contra intereselor publice, dat fiind faptul că a încheiat o serie de controale ilegale în perioada în care ocupa funcția de președinte al Consiliului Județean Buzău. |
| 2012-2016 | Marius Ovidiu Isăilă | USL (PSD)       | Dâmbovița       | Cercetat penal sub aspectul săvârșirii a două infracțiuni de trafic de influență, ambele în formă continuată și a unei infracțiuni de instigare la fals în înscrisuri sub semnătură privată. |
| 2012-2016 | Niculae Bădălău      | USL (PSD)       | Giurgiu         | Cercetat penal pentru trafic de influență. |
| 2012-2016 | Iosif Secășan        | USL (PNL)       | Caraș-Severin   | La 25 martie 2015 a fost condamnat la doi ani și șase luni de închisoare cu suspendare, pentru complicitate la dare și luare de mită. |
| 2012-2016 | Gigi Christian Chiru | PDL             | Constanța       | Urmărit penal în 2014 pentru luare de mită, spălare de bani și fals în declarații. |
| 2012-2016 | Alexandru Cordoș     | USL (PSD)       | Cluj            | Urmărit penal pentru favorizarea infractorului. Procurorii susțin că senatorul ar fi scurs informații din dosarele de corupție investigate de DNA. |
| 2012-2016 | Ákos Mora            | USL (PNL)       | Mureș           | Declarat incompatibil de către Înalta Curte de Casație și Justiție în 2014, decizia instanței fiind definitivă. A demisionat din funcție în noiembrie 2014. |

## Deputați
| Mandat    | Nume                           | Ales pe listele         | Circumscripție          | Detalii |
| --------- | ------------------------------ | ----------------------- | ----------------------- | --- |
| 1990-1992 | Vasile Bran                    | FSN                     | Brașov                  | Trimis în judecată pe 7 septembrie 2012, în dosarul „Motorina”, împreună cu fostul șef al ANAF, Sorin Blejnar |
| 1992-1996 | Alexandru Simionovici          | PNȚCD                   | Botoșani                | Condamnat la 4 ani de închisoare cu executare, sentința nefiind definitivă. |
| 1992-1996 | Mihai Ulis Tânjală             | PDSR                    | Mehedinți               | Condamnat definitiv în anul 2011 la cinci ani de închisoare. |
| 1996-2000 | Decebal Traian Remeș           | PNL                     | Maramureș               | Condamnat în 2012 la trei ani de închisoare cu executare în dosarul „Caltaboșul”. |
| 1996-2000 | Gabriel Bivolaru               | PDSR                    | Ialomița                | Condamnat în 2004 la 5 ani de închisoare pentru că a escrocat Banca Română de Dezvoltare cu 2.200 de miliarde de lei. |
| 1996-2000 | Ioan Avram Mureșan             | PNȚCD                   | Mureș                   | Condamnat în 2012 la trei ani de închisoare cu executare în dosarul „Caltaboșul”. |
| 2000-2004 | Lazăr Dorin Maior              | PSD                     | Brașov                  | Condamnat în 2013 la șapte ani de închisoare cu executare pentru șantaj, în dosarul „Romexterra” |
| 2000-2004 | Viorel Gheorghiu               | PSD                     | Ilfov                   | Condamnat în 2008 la 3 ani de închisoare cu suspendare. |
| 2000-2004 | Dănuț Saulea                   | PRM                     | Galați                  | Condamnat în 2013 de Curtea Supremă de Justiție la trei ani de închisoare cu suspendare pentru trafic de influență. |
| 2000-2004 | Ioan Vasile Savu               | Minorități – macedoneni | Minorități – macedoneni | Condamnat în 2010 la trei ani de închisoare pentru fapte de corupție. Ulterior, s-a constatat prescrierea faptelor. |
| 2000-2004 | Alexandru Raj Tunaru           | PRM                     | Tulcea                  | Condamnat în SUA la cinci ani de închisoare, că a violentat-o și a amenințat-o cu moartea pe Elena Beuca, amanta sa cu 20 de ani mai tânără. |
| 2000-2004 | Metin Cerchez                  | Minorități – turci      | Minorități – turci      | Condamnat în 2014 la un an de închisoare cu suspendarea condiționată a executării pedepsei pentru profanare de morminte. |
| 2004-2008 | Emilian Cutean                 | PSD                     | Alba                    | Condamnat definitiv în 2012 la cinci ani de închisoare cu executare pentru fraudarea Guvernului cu peste 200 de mii de lei, în perioada în care era șeful Secretariatului de Stat pentru Problemele Revoluționarilor (SSPR). |
| 2004-2008 | Mihail Sirețeanu               | PSD                     | Prahova                 | Condamnat definitiv în 2011 la doi ani de închisoare cu suspendare pentru fraudă în dosarul tranzacțiilor de la Fabrica de armament din Mizil. |
| 2004-2008 | Nati Meir                      | PRM                     | Tulcea                  | Condamnat în 1987, la Tel Aviv, 30 de luni de închisoare, pentru escrocherie, condamnat în 2010 la 7 ani de închisoare pentru înșelăciune, condamnat definitiv, pe 12 iunie 2014, la șapte ani de închisoare cu excutare, pentru înșelăciune. |
| 2004-2008 | Aurel Nechita                  | PSD                     | Galați                  | La 11 februarie 2013 - Instanța supremă a stabilit că Aurel Nechita a fost incompatibil în perioada 12 mai 2005 - 19 decembrie 2008, pentru că a exercitat, simultan, atât funcția de deputat, cât și pe cea de decan al Facultății de Medicină și Farmacie din cadrul Universității „Dunărea de Jos” din Galați, încălcând, astfel, prevederile legii.      |
| 2004-2008 | Stelian Duțu                   | PD                      | Constanța               | Trimis în judecată în 2007 pentru săvârșirea a două infracțiuni de abuz în serviciu contra intereselor publice, în formă calificata și continuată. |
| 2008-2012 | Sorin Buta                     | PDL                     | Argeș                   | La 25 februarie 2015 fost condamnat de ICCJ la un an și șase luni de închisoare cu suspendare pentru săvârșirea de acte de comerț incompatibile cu funcția, prin negocierea și semnarea unor contracte ale firmei la care soția sa era asociat. Decizia nu este definitivă.                                                                                  |
| 2008-2012 | Alin Trășculescu               | PDL                     | Vâlcea                  | Trimis în judecată în 2013 pentru luare de mită. |
| 2008-2012 | Anghel Stanciu                 | PSD                     | Iași                    | La 24 noiembrie 2015 a fost condamnat definitiv la șase luni de închisoare cu suspendare pentru conflict de interese, în dosarul în care era acuzat că și-a angajat fiul și nora la biroul său parlamentar din Iași. |
| 2008-2012 | Dan Ilie Morega                | PNL                     | Gorj                    | Condamnat la 3 ani de închisoare cu suspendare pentru trei infracțiuni de folosire a influenței ori autorității de o persoană care îndeplinește o funcție de conducere într-un partid, în scopul obținerii de foloase necuvenite și de instigare la abuz în serviciu contra intereselor publice, în vederea obținerii unui avantaj patrimonial pentru altul. |
| 2008-2012 | Dan Păsat                      | PDL                     | Giurgiu                 | Condamnat definitiv în 2013 la trei ani de închisoare cu executare pentru șantaj prin acte de violență. |
| 2008-2012 | Dragoș-Adrian Iftime           | PDL                     | Vaslui                  | Condamnat definitiv în 2014 la șase ani de închisoare cu executare pentru evaziune fiscală, constituire a unui grup infracțional organizat și spălare de bani. |
| 2008-2012 | Florin Pâslaru                 | PSD                     | Galați                  | Condamnat definitiv la 15 iulie 2016 la șase luni de închisoare, cu suspendarea executării, pentru conflict de interese, pentru că și-a angajat fiul la biroul său parlamentar, în perioada 2009-2012. |
| 2008-2012 | Ioan Botiș                     | PDL                     | Bistrița-Năsăud         | A demisionat în 20 aprilie 2011 din funcția de ministru al Muncii în contextul scandalului legat de angajarea soției sale în proiectul european „Șansa la demnitate”. |
| 2008-2012 | Ion Dumitru                    | PSD                     | Dâmbovița               | Condamnat definitiv în iunie 2013 la trei ani de închisoare cu suspendare pentru abuz în serviciu contra intereselor publice. |
| 2008-2012 | Ion Stan                       | PSD                     | Dâmbovița               | Condamnat definitiv în ianuarie 2016 la doi ani de închisoare cu executare pentru trafic de influență. |
| 2008-2012 | Luminița Iordache              | PSD                     | Iași                    | La 3 decembrie 2014 a fost condamnată la șase luni de închisoare cu suspendare pentru conflict de interese, pentru că, în perioada 2009 - 2012, și-a angajat fiica la biroul său parlamentar. Decizia nu este definitivă. |
| 2008-2012 | Marian Ghiveciu                | PSD                     | Buzău                   | La 12 mai 2015 a fost condamnat la trei ani închisoare cu suspendare într-un dosar legat de retrocedarea nelegală a unor terenuri din județul Buzău, el fiind găsit vinovat de săvârșirea infracțiunii de abuz în serviciu. Decizia nu este definitivă. |
| 2008-2012 | Mihai Radan                    | Minorități – croați     | Minorități – croați     | La 23 februarie 2015 a fost condamnat definitiv la un an de închisoare cu suspendare pentru săvârșirea infracțiunii de conflict de interese. |
| 2008-2012 | Mugurel Surupăceanu            | PSD                     | Gorj                    | Condamnat în 2013 la șapte ani de închisoare cu executare, sentința nefiind definitivă.. În 2016 a fost achitat definitiv de Curtea de Apel Craiova. |
| 2008-2012 | Neculai Rebenciuc              | PNL                     | Botoșani                | Trimis în judecată în 2014 pentru conflict de interese. |
| 2008-2012 | Petru Movilă                   | PDL                     | Iași                    | Anchetat de DNA în 2012 pentru luare de mită și trafic de influență. |
| 2008-2012 | Sergiu Andon                   | PC                      | București               | Revocat din funcție în 2012 din motive de incompatibilitate. |
| 2008-2012 | Sorin Andi Pandele             | PDL                     | Argeș                   | Condamnat definitiv în ianuarie 2014 la cinci ani de închisoare cu executare pentru infracțiuni de corupție. |
| 2008-2012 | Stelică Iacob Strugaru         | PDL                     | Botoșani                | Trimis în judecată în 2013 pentru conflict de interese. |
| 2008-2012 | Ștefan Buciuta                 | Minorități – ucrainieni | Minorități – ucrainieni | La 6 iunie 2014 a fost condamnat la un an de închisoare cu suspendare pentru infracțiunea de conflict de interese. Decizia nu este definitivă. |
| 2008-2012 | Virgil Pop                     | PNL                     | Cluj                    | Condamnat definitiv în 2012 la cinci ani de închisoare pentru trafic de influență |
| 2008-2012 | Petru Călian                   | PDL                     | Cluj                    | Implicat în scandalul „Sexgate de Cluj” în anul 2010 |
| 2008-2012 | Adrian Gurzău                  | PDL                     | Cluj                    | Implicat în scandalul „Sexgate de Cluj” în anul 2010 |
| 2008-2012 | Brândușa Novac                 | PDL                     | București               | Trimisă în judecată pentru conflict de interese, achitată în 2013. |
| 2008-2012 | Ioan Cindrea                   | PSD                     | Sibiu                   | La 15 septembrie 2015 a fost condamnat definitiv la un an de închisoare cu suspendare, pentru săvârșirea infracțiunii de conflict de interese, el fiind acuzat că și-a angajat nelegal soția la biroul său parlamentar. |
| 2012-2016 | Attila Markó                   | UDMR                    | Covasna                 | la 26 noiembrie 2014 a fost condamnat definitiv la trei ani de închisoare cu suspendare pentru abuz în serviciu într-un dosar privind restituirea unor imobile. |
| 2012-2016 | Marian Neacșu                  | PSD                     | Ialomița                | condamnat definitiv în februarie 2016 la șase luni închisoare cu suspendare pentru săvârșirea infracțiunii de conflict de interese, după ce și-a angajat nelegal fiica la biroul său parlamentar. |
| 2012-2016 | Adrian Merka                   | Minorități – slovaci    | Minorități – slovaci    | în ianuarie 2015 a fost an condamnat la un an și șase luni de închisoare cu suspendare, în dosarul în care a fost acuzat că și-a angajat părinții la biroul parlamentar. Decizia nu este definitivă. |
| 2012-2016 | Alin Augustin Florin Popoviciu | PDL                     | Timiș                   | urmărit penal în 2014 sub acuzația de abuz în serviciu, conflict de interese și instigare la abuz în serviciu. |
| 2012-2016 | András-Levente Máté            | UDMR                    | Cluj                    | La 10 februarie 2015 a fost condamnat definitiv la șase luni de închisoare cu suspendare pentru că și-a angajat soția la biroul său parlamentar. |
| 2012-2016 | Cătălin-Marian Rădulescu       | PSD                     | Argeș                   | Trmis în judecată pentru dare de mită și efectuarea de operațiuni financiare ca acte de comerț incompatibile cu funcția. |
| 2012-2016 | Cornel-Mircea Sămărtinean      | PDL                     | Timiș                   | urmărit penal în 2014 sub acuzația de abuz în serviciu, conflict de interese și instigare la abuz în serviciu. |
| 2012-2016 | Dumitru-Verginel Gireadă       | PNL                     | Botoșani                | condamnat în 2012 la 3 ani de închisoare cu suspendare pentru abuz în serviciu. |
| 2012-2016 | Florin Aurelian Popescu        | PMP                     | Dâmbovița               | urmărit penal de DNA în 2014 pentru infracțiunea de folosirea influenței. |
| 2012-2016 | George Becali                  | PNL                     | București               | condamnat definitiv în 2013 la trei ani de închisoare cu executare în dosarul schimburilor de terenuri cu Ministerul Apărării Naționale. |
| 2012-2016 | Gheorghe Coman                 | PPDD                    | Buzău                   | la 28 aprilie 2014 a fost condamnat definitiv la un an de închisoare cu executare pentru luare de mită. |
| 2012-2016 | Gheorghe Costin                | PNL                     | Bihor                   | trimis în judecată pentru înșelăciune cu consecințe deosebit de grave, fals în declarații, fals intelectual și fals în înscrisuri sub semnătură privată. |
| 2012-2016 | Gheorghe Nețoiu                | PPDD                    | Dolj                    | condamnat definitiv în 2014 la trei ani și patru luni de închisoare cu executare, în dosarul transferurilor de jucători. |
| 2012-2016 | Ghervazen Longher              | Minorități – polonezi   | Minorități – polonezi   | condamnat în 2014 la trei luni de închisoare cu suspendare pentru conflict de interese, decizia nefiind definitivă. |
| 2012-2016 | Grigore Crăciunescu            | PNL                     | Iași                    | condamnat în 2014 la doi ani și șase luni de închisoare cu suspendare pentru conflict de interese, decizia nefiind definitivă. |
| 2012-2016 | Hubert Petru Ștefan Thuma      | PNL                     | Ilfov                   | condamnat în 2014, la șase luni de închisoare cu suspendare, pentru fapte de corupție, decizia fiind definitivă. |
| 2012-2016 | Ioan Oltean                    | PDL                     | Bistrița-Năsăud         | urmărit penal din 2013 pentru favorizarea infractorului. |
| 2012-2016 | Ion Diniță                     | PC                      | Brașov                  | în octombrie 2014 era cercetat de procurorii DNA pentru complicitate la abuz în serviciu și dare de mită în dosarul lui Aristotel Căncescu, după ce Consiliul Județean Brașov ar fi fost prejudiciat, în urma plăților nelegale făcute firmei parlamentarului, cu peste 7,6 milioane de euro.                                                                |
| 2012-2016 | Károly Kerekes                 | UDMR                    | Mureș                   | trimis în judecată în 2014 pentru conflict de interese. |
| 2012-2016 | Mircea Drăghici                | PSD                     | Argeș                   | urmărit penal sub aspectul complicității la folosirea influenței sau autorității funcției de conducere într-un partid, în scopul obținerii pentru sine sau pentru altul de bani, bunuri sau alte foloase necuvenite, în formă continuată (14 acte materiale).                                                                                                |
| 2012-2016 | Mircia Muntean                 | PDL                     | Hunedoara               | condamnat definitiv în septembrie 2013 la patru ani de închisoare cu suspendare pentru abuz în serviciu, într-un dosar din 2004, în care a fost acuzat că a încheiat tranzacții ilegale de terenuri cu un traficant de mașini de lux. |
| 2012-2016 | Nicolae Vasilescu              | PSD                     | Dolj                    | condamnat definitiv în 2013 la doi ani de închisoare cu executare pentru corupție. |
| 2012-2016 | Oana Niculescu-Mizil           | PSD                     | București               | trimisă în judecată în 2013 pentru conflict de interese. |
| 2012-2016 | Ovidiu Silaghi                 | PNL                     | Satu Mare               | urmărit penal în 2013 pentru trafic de influență în formă continuată. |
| 2012-2016 | Relu Fenechiu                  | PNL                     | Iași                    | condamnat definitiv în 2014 la cinci ani de închisoare cu executare în dosarul „Transformatorul”. |
| 2012-2016 | Sebastian Ghiță                | PSD                     | Prahova                 | judecat de 12 ani și 5 luni într-un dosar în care a fost acuzat de fals și complicitate la înșelăciune, faptele s-au prescris în 2014. În anul 2015 a fost trimis în judecată pentru dare de mită, instigare la abuz în serviciu și spălare de bani. |
| 2012-2016 | Sonia Maria Drăghici           | PSD                     | Bihor                   | trimisă în judecată în 2014 pentru conflict de interese. |
| 2012-2016 | Ștefan-Bucur Stoica            | PDL                     | Dolj                    | declarat incompatibil de către Înalta Curte de Casație și Justiție în 2014, decizia instanței fiind definitivă. |
| 2012-2016 | Vasile Gliga                   | PSD                     | Mureș                   | la 30 iunie 2015 a fost condamnat definitiv la un an de închisoare cu suspendare, în dosarul în care este acuzat de conflict de interese, după ce și-a angajat soția la biroul său parlamentar, în perioada ianuarie 2009 – martie 2011. |
| 2012-2016 | Vlad-Alexandru Cosma           | PSD                     | Prahova                 | trimis în judecată în 2014 pentru trafic de influență. |
| 2012-2016 | Theodor Nicolescu              | PNL                     | Argeș                   | arestat în martie 2015 în dosarul privind despăgubiri pentru imobile supraevaluate cu aproximativ 75 de milioane de euro. |
| 2012-2016 | Ioan Adam                      | PSD                     | Brașov                  | a fost arestat, pe 20 noiembrie 2014, printr-o decizie luată de instanța supremă, în dosarul retrocedărilor ilegale de păduri din Bacău. |
| 2012-2016 | Mircea Grosaru                 | Minorități – italieni   | Minorități – italieni   | acuzat în 2013 de ANI de conflict de interese. |
| 2012-2016 | Niculae Mircovici              | Minorități – bulgari    | Minorități – bulgari    | la 23 februarie 2015 a fost condamnat definitiv la șase luni de închisoare cu suspendare pentru săvârșirea infracțiunii de conflict de interese. |
| 2012-2016 | Steluța Cătăniciu              | PNL                     | Cluj                    | acuzată în 2013 de ANI de conflict de interese. |
| 2012-2016 | Dorinel Ursărescu              | PNL                     | Neamț                   | urmărit penal în 2014 pentru implicare în afaceri cu motorină. |
| 2012-2016 | Mircea Roșca                   | PNL                     | Prahova                 | trimis în judecată în 2015 pentru trafic de influență. |
| 2012-2016 | Dănuț Culețu                   | FC                      | Constanța               | trimis în judecată pentru abuz în serviciu pe perioada în care a fost prefect al județului Constanța și președinte al Comisiei Județene de Fond Funciar Constanța. |
| 2012-2016 | Ion Ochi                       | PSD                     | Brașov                  | trimis în judecată în iunie 2015. |

## Președinți de consilii județene
| Nume                 | Partid | Județ           | În funcție          | Detalii |
| -------------------- | ------ | --------------- | ------------------- | --- |
| Constantin Conțac    | PSD    | Botoșani        | 2002‑2008           | Condamnat la trei ani de închisoare cu executare pentru efectuarea unor operațiuni financiare în situații de incompatibilitate, spălare de bani și fals în declarații.                                                  |
| Marian Oprișan       | PSD    | Vrancea         | 1995-1996 2000-2020 | Trimis în judecată în 2006 pentru corupție, fiind învinuit de abuz în serviciu, utilizarea în alte scopuri a banilor de la stat, fals și uz de fals, cu un prejudiciu adus la buget de 1,9 milioane de dolari.          |
| Constantin Nicolescu | PSD    | Argeș           | 2004-2014           | La 5 februarie 2015 a fost condamnat definitiv la șapte ani și opt luni de închisoare în dosarul în care a fost acuzat că a luat fonduri PHARE de aproape 900 000 de euro, în baza unor documente false.                |
| Liviu Rusu           | PDL    | Bistrița-Năsăud | 2008-2012           | Cercetat de DNA într-un dosar de corupție. |
| Aristotel Căncescu   | PNL    | Brașov          | 2000-2016           | Găsit incompatibil de către Agenția Națională de Integritate. Ulterior a obținut anularea deciziei de incompatibilitate.                                                                                                |
| Florin Țurcanu       | PNL    | Botoșani        | 2012-2016           | Condamnat definitiv în decembrie 2014 la o pedeapsă de șase luni de închisoare cu suspendare pentru fals și uz de fals.                                                                                                 |
| Mircea Cosma         | PSD    | Prahova         | 2000-2004 2008-2016 | Trimis în judecată pentru luare de mită și abuz în serviciu. |
| Ioan Cindrea         | PSD    | Sibiu           | 2012-2016           | La 15 septembrie 2015 a fost condamnat definitiv la un an de închisoare cu suspendare, pentru săvârșirea infracțiunii de conflict de interese, el fiind acuzat că și-a angajat nelegal soția la biroul său parlamentar. |

### Vicepreședinți de consilii județene
| Nume           | Județ | Detalii |
| -------------- | ----- | --- |
| Marius Oprescu | Olt   | Acuzat de ucidere din culpă, cercetat pentru abuz în serviciu contra intereselor publice, fals privind identitatea și refuzul, împotrivirea ori sustragerea de la recoltarea probelor biologice sau stabilirea alcoolemiei). |
| Radu Bica      | Cluj  | Condamnat definitiv în octombrie 2012 la cinci ani de închisoare cu executare pentru luare de mită. |

## Prefecți
- Emanoil Bocăneanu (Galați), condamnat la 3 ani și 6 luni de închisoare cu executare pentru sustragere sau distrugere de înscrisuri și abuz în serviciu (iunie 2016).[231]
- Alexandru Simionovici (Botoșani), condamnat la 4 ani de închisoare cu executare, sentința nefiind definitivă (martie 2002).[92]
- Dan Ilie Morega (Gorj), condamnat la 3 ani de închisoare cu suspendare pentru trei infracțiuni de folosire a influenței ori autorității de o persoană care îndeplinește o funcție de conducere într-un partid, în scopul obținerii de foloase necuvenite și de instigare la abuz în serviciu contra intereselor publice, în vederea obținerii unui avantaj patrimonial pentru altul.[121]
- Marinică Cazacu (Ialomița) - la 19 decembrie 2014 a fost condamnat la șase ani de închisoare cu executare într-un dosar privind retrocedări ilegale. Decizia nu este definitivă.[232][233][234]
- Dănuț Culețu (Constanța), trimis în judecată pentru abuz în serviciu pe perioada în care a fost prefect al județului Constanța și președinte al Comisiei Județene de Fond Funciar Constanța.[213]
- Teodor Nițulescu (Teleorman), acuzat de ANI de conflict de interese și fapte de corupție.[235]
- Radu Prisăcaru (Iași), fost condamnat la 12 iunie 2014, la patru ani de închisoare cu executare într-un dosar în care a fost acuzat de luare de mită.[236]

### Subprefecți
- Sergiu Marian, fostul subprefect al județului Vaslui, condamnat definitiv în ianuarie 2015 la patru ani de închisoare cu executare, pentru abuz în serviciu, fals și luare de mită, infracțiuni ce au stat la baza unor retrocedări ilegale în județul Vaslui.[237]
- Aurica Luchiniuc, fostul subprefect al județului Galați, condamnată definitiv în octombrie 2016 la trei ani de închisoare cu executare pentru constituire a unui grup infracțional organizat și complicitate la înșelăciune în contracte.[238]

## Primari
- Gheorghe Falcă, Arad — judecat pentru luare de mită și abuz în serviciu, a fost achitat în acest dosar, decizia instanței nefiind definitivă.[239]
- Dumitru Sechelariu, Bacău — cercetat pentru cumpărarea de influență, după ce a încercat să mituiască niște procurori care urmau să se pronunțe într-un dosar în care era cercetat.[240][241]
- Romeo Stavarache, Bacău — trimis în judecată pentru tentativă la abuz în serviciu, într-un dosar legat de repartizarea unei locuințe către un subaltern.[242]
- Cătălin Cherecheș, Baia Mare — cercetat de DNA pentru luare de mită și trafic de influență.[243]
- Cristian Anghel, Baia Mare — condamnat definitiv la doi ani și jumătate de închisoare pentru fapte de corupție.[244]
- Constantin Boșcodeală, Buzău — condamnat în primă instanță pentru abuz în serviciu, după ce a finanțat de la bugetul local clubul FC Gloria Buzău, banii ajungând la diferiți agenți economici aflați în relații cu clubul.[245][246]
- Sorin Apostu, Cluj, condamnat definitiv în iulie 2014 la 4 ani și 6 luni de închisoare pentru luare de mită.[247]
- Antonie Solomon, Craiova - la 20 septembrie 2013 a fost condamnat la trei ani de închisoare cu executare pentru luare de mită.[67][68]
- Mircia Muntean, Deva — condamnat definitiv în septembrie 2013 la patru ani de închisoare cu suspendare pentru abuz în serviciu, într-un dosar din 2004, în care a fost acuzat că a încheiat tranzacții ilegale de terenuri cu un traficant de mașini de lux.[194]
- Ovidiu Hada, hunedoara, condamnat în mai 2015 condamnat definitiv în decembrie 2013 la cinci ani de închisoare cu executare, pentru abuz în serviciu.[248]
- Nicolae Matei, Năvodari — condamnat la trei ani și jumătate de închisoare cu executare pentru dare de mită, decizia nefiind irevocabilă.[249]
- Tudorel Calapod, Năvodari — condamnat la trei ani și jumătate de închisoare cu executare, după ce a fost acuzat de abuz în serviciu contra intereselor publice și fals intelectual.[250]
- Grigore Crăciunescu, Pașcani — condamnat în 2014 la doi ani și șase luni de închisoare cu suspendare pentru conflict de interese, decizia nefiind definitivă.[186]
- Gheorghe Ștefan, Piatra Neamț — acuzat că ar fi influențat, în perioada 2010-2012, repartizarea prioritară de la Consiliul Județean (CJ) Neamț a unor fonduri de la Ministerul Dezvoltării Regionale și Turismului (MDRT) către trei comune în care licitațiile fuseseră câștigate de o firmă pe care el o controla prin interpuși.[251]

- Tudor Pendiuc, Pitești —  a fost acuzat de fapte legate de achiziția de autobuze pentru municipiul Pitești, inclusiv luare de mită și abuz în serviciu cu consecințe deosebit de grave, în complicitate cu fiica sa.[252]

- Emilian Frâncu, Râmnicu Vâlcea — condamnat definitiv la patru ani de închisoare cu executare pentru luare de mită.[253]
- Florentin Pandele, Voluntari — trimis în judecată pentru că ar fi emis ilegal o autorizație de construire a unui complex rezidențial, a fost achitat în acest dosar.[254]
- Cristian Poteraș, Sectorul 6, București — judecat pentru abuz în serviciu privind eliberarea unor titluri de proprietate pentru terenuri intravilane, a fost achitat în acest dosar, decizia nefiind definitivă.[255]
- Gheorghe Hânsă, primarul orașului Cernavodă, condamnat definitiv pe 29 martie 2016 la 3 ani și 8 luni închisoare, pentru abuz în serviciu în formă continuată.[256][257][258]
- Dorin Florea, Târgu-Mureș, a fost trimis în judecată la 16 septembrie 2016 pentru infracțiunea de abuz în serviciu. Alături de ei, procurorii DNA au trimis în judecată pe secretarul municipiului, Maria Cioban, pentru participarea la abuz de serviciu.[259]
- Radu Căpîlnașiu, Zalău — declarat incompatibil de ANI pe motiv că a deținut, în paralel cu funcția de primar, și calitatea de reprezentant al municipiului în AGA la două societăți aflate în subordinea Consiliului Local Zalău.[260]
- Bacinschi Decebal-Gabriel, Focșani - trimis în judecată pentru că ar fi atribuit direct un contract la o firmă ”agreată”, achitând un serviciu la preț supraevaluat, pe perioada când era în funcția de edil al județului Vrancea. Fapta se încadrează la abuz în serviciu iar procurorii din cadrul Direcției Naționale Anticorupție au dispus și luarea măsurii controlului judiciar pe o durată de 60 de zile.[261]
- Gheorghe Anghel, Caracal - judecat pentru prejudicirea bugetului local cu peste 5 milioane lei, condamnat la 3 ani și 6 luni de închisoare cu executare, decizia nefiind definitivă. El a fost judecat și pentru finanțarea ilegală a echipei de fotbal, a primit o condamnare de 3 ani și 6 luni de închisoare cu executare, decizia nefiind definitivă.[262]
- Constantin Hogea, Tulcea - trimis în judecată de DNA sub acuzația de abuz în serviciu, la 16 octombrie 2017. În timpul exercitării funcției de primar ar fi trecut o suprafață de teren din domeniul public în cel privat prin încălcarea normelor în vigoare.[263]
- Clotilde Armand, USR, este urmărită penal pentru că s-a numit singură manager într-un proiect anticorupție. [264]

### Primari de comune
- Samoila Ion (Gruiu Ilfov)- Declarat incomaptibil de Agentia Nationala de Integritate in 2012 pentru 80.000 euro nejustificati. Inca primar dupa 4 ani, justitia nu intervine.

- Dumitru-Verginel Gireadă (Mihai Eminescu, județul Botoșani), condamnat definitiv în aprilie 2012 la doi ani de închisoare cu suspendare pentru abuz în serviciu.[177][265]
- Mihai Radan (Carașova, județul Caraș-Severin) - la 23 februarie 2015 a fost condamnat definitiv la un an de închisoare cu suspendare pentru săvârșirea infracțiunii de conflict de interese.[143][144][266]
- Florin Mitroi (Valu lui Traian), trimiterea în judecată în 2015 pentru abuz în serviciu.[213][214]
- Sterian Gherghișan, Văcăreni, Tulcea, condamnat în mai 2013 la doi ani de închisoare cu suspendare pentru infracțiuni de corupție.[267]
- Adrian Mladin (Jilava), condamnat definitiv în iulie 2016 la cinci ani și zece luni de închisoare pentru că ar fi primit bani în cazul parcelării unor terenuri.[268]
- Adrian Stan (Techirghiol), condamnat definitiv în mai 2016 la 2 ani și 8 luni de închisoare cu executare.[269]
- Barbu Calotă (Scăești, Dolj), condamnat definitiv în martie 2015 la trei ani de închisoare cu suspendare pentru ilegalitățile pe care le-ar fi comis în mandatul 2004-2008.[270]
- Nicolae Anghel (Castelu, Constanța), condamnat definitiv în noiembrie 2015 la șase luni de închisoare cu suspendare pentru abuz și neglijență în serviciu.[271][272]
- Dumitru Dedu (Mircea Vodă, Constanța), condamnat definitiv în noiembrie 2013 la un an și șase luni de închisoare cu suspendare pentru folosire sau prezentare de documente ori declarații false, inexacte sau incomplete.[273][274]
- Gheorghe Chirciu (Oltina, Constanța), condamnat definitiv în 2013 la două luni de închisoare cu suspendare pentru uz de armă letală fără drept și braconaj cinegetic.[275][276]
- Dumitru Corjuc (Ipotești), condamnat definitiv în aprilie 2014 la patru luni de închisoare cu suspendare pentru conflict de interese.[277][278]
- Gheorghe Cuc (Săcuieu, Cluj), condamnat definitiv în februarie 2015 la cinci luni de închisoare cu suspendare pentru infracțiuni privind circulația pe drumurile publice.[279][280]
- Iacov Bărceanu (Schela, Galați), condamnat definitiv în decembrie 2013 la 4 ani și 6 luni de închisoare cu executare pentru înșelăciune.[281][282][283]
- Ioan Borduz (Fârliug, Caraș-Severin), condamnat definitiv în martie 2015 la trei ani de închisoare cu suspendare pentru deturnare de fonduri.[284][285][286][287][288]
- Cornel Andrei (Cârna, Dolj), condamnat definitiv în martie 2016 la doi ani de închisoare cu suspendare într-un dosar în care a fost acuzat că a încheiat o serie de contracte păguboase pentru bugetul comunei.[289]
- Toma Cîrnaț (Mihalț, Alba), condamnat definitiv în octombrie 2012 la șase luni de închisoare cu suspendare pentru fraudă din fonduri europene.[290][291]
- Grigore Lefter (Oșești, Vaslui), condamnat definitiv în 2016 la un an de închisoare cu suspendare pentru fals intelectual, folosire sau prezentare, cu rea credință, de documente ori declarații false, inexacte sau incomplete, care are ca rezultat obținerea pe nedrept de fonduri europene și instigare la fals material in înscrisuri oficiale.[292][293]
- Neculai Lupu (Fruntișeni, Vaslui), condamnat definitiv în 2016 la trei ani de închisoare cu suspendare pentru abuz în serviciu contra intereselor publice și conflict de interese.[293][294]
- Emilian Mărcușanu (Olteni, Teleorman), condamnat definitiv în noiembrie 2013 la un an de închisoare cu suspendare pentru abuz în serviciu contra intereselor publice.[295][296]
- Ion Murguleț (Cungrea, Olt), condamnat definitiv în aprilie 2016 la doi ani de închisoare cu suspendare pentru abuz în serviciu și efectuarea de operațiuni de comerț incompatibile cu funcția.[297]
- Ion Năftănăilă (Albeștii de Muscel), condamnat definitiv în decembrie 2014 la trei ani de închisoare cu suspendare pentru fapte de corupție privind destinația unor fonduri europene.[298][299]
- Neculai Ionescu (Homocea, Vrancea), condamnat definitiv în decembrie 2015 la zece luni de închisoare pentru instigare la fals material în înscrisuri oficiale și uz de fals.[300][301][302]
- Dragoș Vlădulescu (Dragomirești, Dâmbovița), condamnat definitiv în octombrie 2014 la șase luni de închisoare cu suspendare pentru incompatibilitate.[303][304] - vezi Discuție:Comuna Dragomirești, Dâmbovița
- Dumitru Giurescu (Crângurile, Dâmbovița) [305]
- Vasile Moșoiu (Drăguțești, Gorj), condamnat definitiv în ianuarie 2015 la un an de închisoare cu suspendare pentru conflict de interese.[306][307]
- Ioan Boer (Ip, Sălaj), condamnat în iunie 2015 la patru ani de închisoare cu suspendare pentru abuz în serviciu contra intereselor persoanelor.[308][309]
- Gheorghe Stancu (Bascov, Argeș) [310]
- Vasile Vieru (PSD) și Ioan Duca (PDL) (Puieni, Vaslui) [311]
- Ionel Gălățanu (Odobești, Bacău) [312]
- Ion Ioniță (Agigea, Constanța) [313]
- Valentin Laurențiu Condu (Dobroești, Ilfov) [314]
- Niculae Florin (Vidra, Ilfov) [315]
- Teodor Bucur (Cojocna, Cluj) [316]
- Jors Ioan (Bahnea, Târgu Mureș) [317]
- Valeriu Roman (Valea Seacă, Iași) [318][319]
- Cristinel Bostan (Sascut, Bacău) [320]
- Ion Toader (Cetățeni, Argeș) [321][322]
- Viorel Chiriță (I.C. Brătianu, Tulcea) [323]
- Valentin Mitrică (Giurgița, Dolj) [324]
- Ion Stănescu (Sutești, Vâlcea) [325]
- Ion Petre Costache (Bănești) [326]
- Constantin Foltea (Dulcești, Neamț) [327]
- Ioan Morar (Rîșca, Cluj) [328]
- Ivan Jinaru (Vaideeni, Vâlcea) [329]
- Apostol Mușat (Snagov, Ilfov) [330]
- Daniel Maricuța, edilul demisionar al comunei Șelimbăr, cercetat într-un dosar cu peste 100 de milioane de euro prejudiciu, îi amenință pe polițiști că se va plânge șefului IPJ și că le-ar putea înscena o posibilă dare de mită (martie 2016).[331][332]
- Florin Moț, fostul primar al comunei arădene Zărand, condamnat în octombrie 2016 la doi ani și două luni cu executare, pentru săvârșirea infracțiunii de înșelăciune, într-un dosar în care a fost acuzat de austriecii de la Bardeau Holding. Aceștia i-au plătit lu Moț aproape două milioane de euro pentru câteva sute de hectare de teren, în schimbul banilor primind titluri false.[333]
- Ioan Fărcălău, fostul primar al comunei Peciu Nou, cercetat de către DNA pentru luare de mită.[334]
- Alexandru-Adrian Cristescu, fostul primar al comunei Mălureni (PSD) (2017) [335]

## Viceprimari
- Rozália Biró, Oradea — acuzată de abuz în serviciu și conflict de interese de către Inspectorii Agenției Naționale de Integritate.[336]
- Raul Petrescu, viceprimar al Ploieștiului, condamnat definitiv la șase luni de închisoare cu suspendare pentru infracțiuni de corupție (octombrie 2015).[337]

## Consilieri județeni
- Alin Simota, milionarul supranumit „baronul Văii Jiului”, fost membru în consiliul județean Hunedoara, condamnat în 2016 doi ani de închisoare primită într-un dosar de conflict de interese.[338][339][340][341][342][343]
- Sabin Ilieși, consilier județean atât din partea PNL, cât și a PDL în Bistrița-Năsăud, condamnat definitiv în iunie 2014 la trei ani și jumătate de închisoare cu executare, pentru corupție.[344]

## Consilieri locali
- Paul Rusu, fost consilier local în Suceava - la 19 iunie 2014 a fost condamnat definitiv la doi ani de închisoare cu suspendare pentru tentativa de mituire a unui procuror din cadrul Parchetului de pe lângă Judecătoria Suceava.[345]
- Octavian Grecu a primit 2 ani cu suspendare pentru complicitate la luare de mită în anul 2007.[346]

## Consilieri ministeriali
- Melania Vergu, care a deținut funcția de consilier personal al fostului ministru al Educației, Daniel Funeriu, a fost condamnată definitiv în septembrie 2016 la un an de închisoare cu suspendare, într-un dosar în care a fost trimisă în judecată de DNA pentru fraude cu fonduri europene.[347]

## Secretari de partide
- Vasile Fernea, secretarul PSD Satu Mare, condamnat în octombrie 2009 la trei ani și jumătate de închisoare cu suspendare pentru fapte de corupție.[348]

## Prim-secretari de partid
- Ioachim Moga, fostul prim-secretar al Comitetului Județean al PCR Cluj, condamnat definitv în aprilie 2006 la opt ani de închisoare cu executare în dosarul Revoluției de la Cluj.[349]